# Heugas
Heugas (gaskonsko Heugars) je naselje in občina v francoskem departmaju Landes regije Akvitanije. Naselje je leta 2009 imelo 1.238 prebivalcev.

## Geografija
Kraj leži v pokrajini Gaskonji 10 km jugozahodno od središča Daxa.

## Uprava
Občina Heugas skupaj s sosednjimi občinami Bénesse-lès-Dax, Candresse, Dax, Narrosse, Oeyreluy, Saint-Pandelon, Saugnac-et-Cambran, Seyresse, Siest, Tercis-les-Bains in Yzosse sestavlja kanton Dax-Jug s sedežem v Daxu. Kanton je sestavni del okrožja Dax.

## Zanimivosti
- cerkev Notre-Dame d'Heugas;